# Капустянський палац

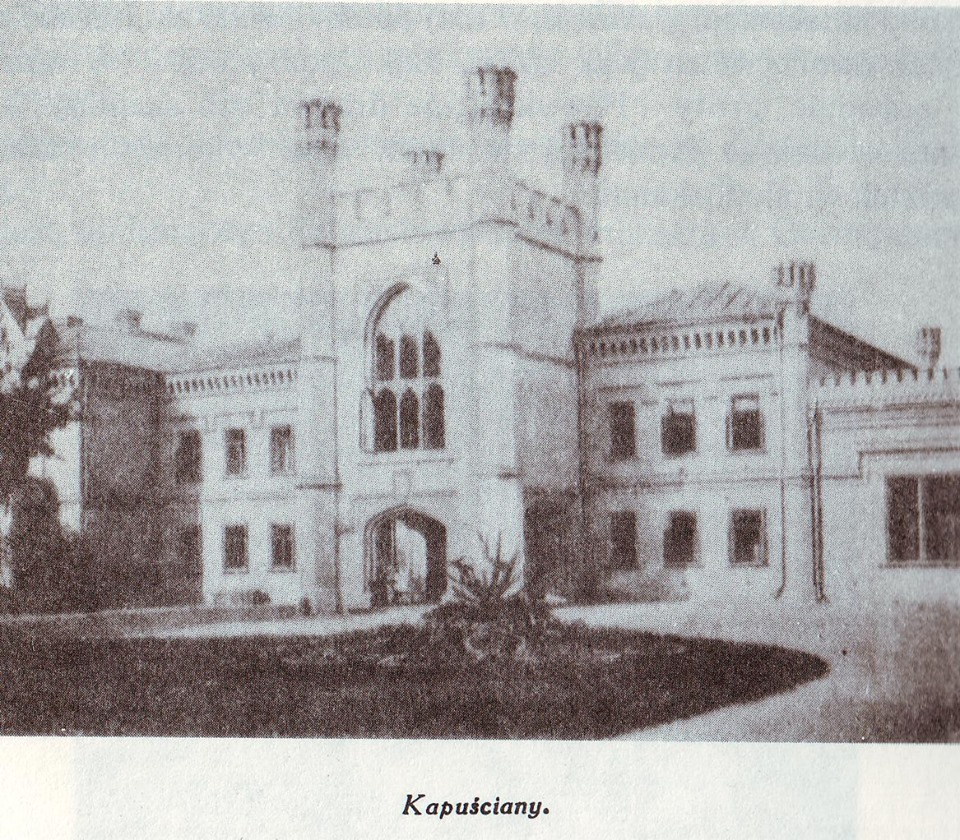
Капустянський палац на початку XX століття

Капустянський палац — родовий палац польських магнатів Щеньовських в селі Капустяни Вінницької обл.

## Відомості
Село Капустяни належало польському шляхтичу Василеві Куницькому, пізніше родині польських магнатів Потоцьких. З 1851 року село перейшло у власність поміщиків Ярошинських.
Останній власник Капустян Ігнацій Щеньовський — син Станіслава Щеньовського та Юлії Ярошинської, у 1880–ті роки побудував новий родовий палац.
Двоповерховий палац під невисоким дахом у стилі англійської (тюдорівської) готики було зведено за власним проектом Щеньовського та відомого київського архітектора Олександра Шілле.
Декорації залів та меблі були виконані у і французькому стилі XVIII ст. Гіпсова ліпка наслідувала оформлення замку Блуа Генріха II.
Посередині зимового саду, серед екзотичних рослин, біля фонтану стояла мармурова композиція дружини Ігнаци Щеньовського Елеонори з малолітними дітьми роботи польського скульптора Едварда Віттіга.
На території палацу знаходились: парк, фруктовий сад, оранжерея, підземна галерея, що вела до поруч розташованого каплиці - костелу, електростанція, та інш.
З приходом радянської влади, більша частина палацу та каплиця - костел були зруйновані. З 1920-х років в залишках палацу Щеньовських була розташована сільська загальноосвітня школа.
Станом на 2017 рік, на території маєтку в основній будівлі діє школа, збереглися деякі допоміжні господарські будівлі, залишки костелу, частина кам'яної огорожі, парк.